# 御先祖様万々歳!
『御先祖様万々歳!』（ごせんぞさまばんばんざい!）は、1989年8月5日から1990年1月25日にかけてリリースされた押井守によるOVA作品。全6話（全6巻）。
小松左京の小説『御先祖様万歳』との接点はない。

## 作品概要
スタジオぴえろ10周年記念作品として製作された。原作、脚本、監督は押井守。
本作の元となる企画書は1985年頃に制作された。
舞台演劇のような演出をアニメに持ち込み、登場人物が過剰なまでに饒舌な台詞を話す。「立喰いそば」、「犬」、「大洗海水浴場」といった、他の押井作品で見られる題材やネタも随所に含まれる。舞台演劇のような形式を採用した理由について、押井は「『家庭の問題』をメインテーマにしている以上、どうしても生々しくなる。それを中和するために取り入れた」「舞台が好きだという以上に、台詞だけで成立するアニメーションを作ってみたいという思いがあったから」と述べている。
その他にも押井は「劇伴は全体的に高揚感を持たせてほしい」「デザインは直線的に。目はパッチリさせないでほしい」「サブタイトルは漢字だけ」「キャラクターの名前は四角っぽくする」等硬質な世界観を構築する様に注文した。
南家こうじが担当したオープニングアニメーションは、エフェクト作画とセルアニメの撮影技術を最大限に利用した独特なものであり、当時としてはかなり衝撃的なものとなっている。
1990年に本作を90分に再構成・再編集したヴァージョンが、『MAROKO 麿子』というタイトルで劇場公開された。すべて犬丸の視点で描かれているため、OVAとは違った視点で楽しめるものの、犬丸不在で麿子の正体に迫るクライマックスがばっさり省略されており、押井自身もOVAの方がずっと面白いと認めている。
本作と同じスタジオぴえろで製作し押井が監督したヒットアニメ『うる星やつら』と同様に、ある家族に美少女がやって来て起こる混乱を描くコメディーである。『うる星やつら』との類似は押井の意図で、声優の配役も重なっている部分があり、後にしばしば「裏『うる星やつら』」とも評された。しかし、売れ線の企画だと期待したスタジオぴえろ社長布川ゆうじの思いに反して、押井の趣味が反映された小劇場での舞台劇を模した演出と独特の長台詞は、アニメファンのニーズに合わず、商業的には成功とはいかなかった。それにもかかわらず最後まで作らせてくれた布川社長に感謝していると押井は語っている。
一方、出演した声優陣からは舞台劇を模したスタイルはおおむね評判がよかった。各巻冒頭のプロローグと次回予告のナレーションを担当した永井一郎は自分の出番が終わっても「面白いから最後まで見学させてください」と言った、という話が残されている。山寺宏一と鷲尾真知子がデュエットした挿入歌「興信所は愛を信じない」には録音演出（音響監督）の千葉繁（これが初の音響監督であった）による「山寺、歌うますぎるよ!」というガヤが（わざと）入っている。
東浩紀からは、不条理ドタバタアニメの最高峰と評されている。
本作で、うつのみや理がレイアウトと作画監督のデビューを飾っている。押井は1話目のみ自ら原画をチェックし、残りのエピソードでは基本的に口出しはせず原画、動画、レイアウトのチェックや作画修正など現場での作業の多くを「やりたいように、全部やんなさい」とうつのみやに任せたと語っている。
1994年7月にNHK-BS2の「夏休みアニメ特選」で声優の林原めぐみを案内役に毎日1話ずつ放送された。しかし事前に放送が予定されていた最終話は、当日になって事前に説明もなく別作品（スノーマン）に差し替えとなった。
その件の問い合わせに対して、NHKはフィルムに異常があったためと説明したとされるが、本作は途中からビデオマスターしか制作されておらず、フィルムに異常があることはありえない。放送を決めておきながら本作第5話で描かれる意外にも過激な展開に驚き、急遽中止にしたのではないかというのが、もっぱら推測される理由である。
関西では讀賣テレビ放送の『アニメだいすき!』のプログラム内で1993年3月20日に「MAROKO 麿子」が放送されている。同プログラムは、春休み・夏休み・冬休みの学休期間中の昼間にマニアックなOVAやアニメ映画を中心に放送した名物特番枠で、押井守のインタビューを放送する（1988年11月23日放映「鬼才・押井守の世界」）など野心的な企画も行なっていた。
なお、2003年10月3日と17日にカートゥーンネットワークの『Toonami N.I.N.J.A』にて、その後2005年3月にはキッズステーションの『History of OVA』にて全話放送された。また2004年3月には日本映画専門チャンネルの『24時間まるごと押井守』でも放送されたが全話放送されたかは定かではない。さらに2004年9月12日にアニマックスの『ビッグサンデーズ』にて「MAROKO 麿子」も放送されている。およそ20年の時を経た2024年5月6日、同年6月29日に衛星劇場にて全話一挙放送された。

## ストーリー
1.悪婦破家（あくふいえをやぶる）
埋立地の高層マンションに父母と住む高校生・四方田犬丸（よもた いぬまる）は、ホームドラマ的な日常に退屈していた。
そんなある日、犬丸はマンションのベランダから黄色い一輪の花を目撃し、見失う。鬱屈を晴らすかのように犬丸は金属バットを手に、メタルフェイスのドライバーを手にした父・甲子国（きねくに）とは一触即発の状態となる。そんな中、玄関のチャイムが鳴るが面倒臭がって両親は出ない。母・多美子（たみこ）にうながされ、しかたなく犬丸が玄関の扉のドアスコープから外を覗くとそこには、先程見かけた黄色い花がいた。
迷いに迷った挙句、扉を開けた犬丸は黄色いドレスの少女に抱きつかれる。その少女は、四方田麿子（よもた まろこ）と名乗り、自分が犬丸の孫娘であり、彼に会いたいが為に未来からやってきたと言う。
犬丸と甲子国は麿子を受け入れたが、多美子は受け入れることなく、家を出て行った。
2.酒池肉林（しゅちにくりん）
甲子国は麿子のために新たに一戸建て住宅をローンで購入。気がかりと言えば、家を出て行った妻の多美子と孫娘であるはずの麿子に色目を使う息子の犬丸。
朝から家族団欒で鍋をつつく四方田家に、タイムパトロールを自称する室戸文明（むろと ぶんめい）が麿子を捕まえようと乱入してくる。室戸文明を退けた犬丸は麿子と手に手を取って2人で逃避行へ。
3.虎視眈眈（こしたんたん）
アパート暮らしの犬丸、麿子を訪れたのは甲子国名義の住宅ローン返済を迫る室戸文明（むろと ふみあき）と名乗る男であった。
前話と異なり、犬丸の攻撃をかわした文明は犬丸、麿子を捕える。
4.捲土重来（けんどちょうらい）
季節外れの大洗海岸の海の家で、犬丸は借金返済のためにトウモロコシを焼かされていた。
そこへ、私立探偵・多々良伴内（たたら ばんない）を伴った多美子が訪れ、麿子および文明が詐欺師であるという調査報告を突きつける。
甲子国もそこへ現れ、久方ぶりの四方田家再会となる。しかし、メタルフェイスのドライバーを手にした銀行強盗のニュースが流れパトカーのサイレンの音が近づいてきたことで、四方田家そろっての逃避行が始まる。
5.一蓮托生（いちれんたくしょう）
万引き、置引き、かっぱらい、食い逃げといった手段で生活をするようになっていた四方田家+伴内。
大量の食品をスーパーから万引きし、一夜の宿にと逃げ込んだのは廃業したドライブイン。
だが、ドライブインは警察に包囲され、刑事のふりをした室戸文明が三度現れる。すったもんだの末、犬丸、甲子国、多美子、伴内は気絶。
文明は麿子を相手に、これまで語られながら登場することのなかった麿子の父=犬丸の息子=四方田犬麿（よもた いぬまろ）について、そして犬麿の母親について衝撃の独り語りを行い、銃声と共に幕が降りる。
6.胡蝶之夢（こちょうのゆめ）
犬丸は立喰師に身をやつしてまで、麿子を探していた。
放浪の末にたどり着いたのは、以前に住んでいた高層マンション。欠陥工事が露見して、すっかり廃墟となった高層マンションに黄色いセイタカアワダチソウを見た気がした犬丸は、小雪舞い散る中、麿子が時を超えるタイムマシンとして見せた黄色い飛行船を目撃して廃墟マンションへと走るが、力尽きるように倒れる。降りしきる雪に埋もれるように犬丸は動かなくなった。

## 登場人物
四方田犬丸（よもた いぬまる）
声：古川登志夫
スケベかつ血気盛んな高校生で、本作の実質的な主人公。孫娘であるはずの麿子と禁断の恋に堕ちた為に、曲がりなりにも平穏だった生活を失って破滅していく。
お尻の部分に四方田家の人間のみに引き継がれる、大人になっても消えない『五芒星の蒙古斑』を持つ。
最終話（および映画版）では、消えた麿子を探し、自身の身の上に起きた奇妙な出来事を語ることで憐憫から無銭飲食を行う立喰師「哭きの犬丸」と呼ばれるようになる。ただし、最終話における立ち食い蕎麦屋では店主（声：永井一郎）から「話にリアリティが欠ける」と袋叩きにあっている。
四方田麿子（よもた まろこ）
声：勝生真沙子
38年後の近未来からやってきた犬丸の孫娘を自称する少女。肉体年齢としては犬丸と同年齢。
大人になっても消えない『五芒星の蒙古斑』が尻にあることを見せ、自身が四方田家の直系であることを示した。しかし、彼女の登場で四方田家の家庭は崩壊する。
未来では、行き過ぎた個人主義の反動から大家族主義となり、時間旅行を行い自身の先祖へ逢いに行き孝行するのが流行になっているという。
未来人の割には、古風な喋りをする。
四方田甲子国（よもた きねくに）
声：緒方賢一
多美子の夫にして犬丸の父親であり麿子の曾祖父に当たる。どこの家庭にもいる中年のサラリーマン。
妻との仲は、冷え切っており、息子との仲も悪く、息子は金属バットを手に自身はメタルフェイスのドライバーを手に一触即発の状態にまでなったが、麿子の登場により奇妙な安定を得る。
妻の多美子には家を去られたが、曾祖父と慕ってくる麿子のためにと、一戸建てを購入。以前に住んでた高層マンションのものと二重のマイホーム・ローン返済を負う。
その後、室戸文明の乱入により、麿子も失うと、ローン返済のために強盗を働く。最終的には社会人としての立場を完全に失い、蒸発するなど本作で一番不幸な人物。
四方田多美子（よもた たみこ）
声：鷲尾真知子
甲子国の妻で犬丸の母親、麿子の曾祖母。旧姓：八甲田多美子（はっこうだ たみこ）。SFやファンタジーを嫌う、現実主義者。
麿子の登場で四方田家を去り、その後、彼女の身辺調査を担当した探偵・多々良伴内と四方田家を取り戻すために戻ってくるが、自身こそが四方田家にとって他人であることを思い知らされることになる。しかしながら、甲子国が強盗を行ったことを知ると、改めて四方田家を守るために泥棒一家の指揮と取りまとめを嬉々として行った。この頃には、麿子のことも「いつか訪れるであろう他者」=「息子の嫁」として四方田家の一員であるとの認識を持っている。
夫の蒸発後、多々良伴内と写真館を開いたが、恐喝事件を起こした事で服役中。
室戸文明（むろと ぶんめい） / 四方田犬麿（よもた いぬまろ）
声：玄田哲章
未来の世界から麿子を捕まえに来たタイムパトロールとして登場する他、借金取りや刑事としても登場する。借金取りの際は「室戸文明（むろと ふみあき）」と名乗った。
奇抜なサングラスに赤いスピードスケートスーツを着ており、独自の奇抜なポーズをとる。室戸文明は、押井監督の実写映画作品『紅い眼鏡』の登場人物が元であり役者も本作品で同役を演じた玄田哲章である。
その正体は、犬丸の息子にして麿子の父親である四方田犬麿だが目的の為に正体を隠している。
自身の母親の名は長らく不明であったが、娘（麿子）が生まれた後に母の名もまた麿子であったことを知る。「母を育てた息子。娘から産まれた父」としての悩みを5話で吐露する。
多々良伴内（たたら ばんない）
声：山寺宏一
多美子に麿子の身辺調査を依頼された探偵。ヤクザ風の容姿をしているが、性格は臆病。
物語の結末を見届ける権利があると、四方田家の逃走劇に付き合う。
多美子ともども服役中であると6話で犬丸から語られる。
ナレーション
声：永井一郎
最終話を除く各話の冒頭で、講談のような口調で特異な生殖・繁殖習性を持つ鳥類についての紹介を行う。その内容は直接本編と関係しないが、本編のテーマである「家族」を連想させるものになっている。

## スタッフ
- 原作・脚本・監督：押井守
- キャラクターデザイン・作画監督：うつのみやさとる
- 作画監督補佐：橋本浩一
- 美術：池田祐二
- 撮影：小山信夫
- 音楽：川井憲次
- 録音演出：千葉繁
- 編集：森田清次 (森田編集室)
- オープニングアニメーション：南家こうじ
- 主題歌：『御先祖様万々歳!』
  - 作詞・歌：児島由美
  - 作曲・編曲：川井憲次
- 挿入歌：全て 作詞：児島由美  作曲・編曲：川井憲次
  - 4話『時の番犬』歌：玄田哲章
  - 5話『興信所は愛を信じない』歌：山寺宏一、鷲尾真知子
  - 6話『立ち食いの唄』歌：古川登志夫
- プロデューサー：梅崎浩志
- 製作：布川ゆうじ
- 制作協力：エスピーオー
- 企画製作：スタジオぴえろ
- 声の出演：立木文彦（3話カラオケを歌っている男等）、紗ゆり（4話臨時ニュースの読み上げ等）、千葉繁（上述のようにガヤ等）

## 各話タイトル
各話のタイトルと冒頭のナレーションで語られる鳥類の習性について以下に記す。
1. 悪婦破家 - カッコウの托卵
2. 酒池肉林 - コウテイペンギンの抱卵
3. 虎視眈眈 - 各鳥の求愛行動
4. 捲土重来 - ダチョウの生態
5. 一蓮托生 - サイチョウの子育て
6. 胡蝶之夢 - （ナレーションパートなし）

## MAROKO 麿子
1990年にOVAを90分に犬丸視点での回想という形式で、再編集した劇場版『MAROKO 麿子』が作成されている。
扇町ミュージアムスクエアにて1990年3月19日～1990年4月1日、テアトル池袋にて1990年3月31日～1990年4月13日まで公開。

## DVD
| DVD                                  | 発売日        |
| ------------------------------------ | ------------- |
| 御先祖様万々歳！コンプリートボックス | 2000年11月3日 |
| MAROKO 麿子                          | 2001年11月2日 |
| 御先祖様万々歳！VOL.1                | 2001年12月7日 |
| 御先祖様万々歳！VOL.2                | 2001年12月7日 |
| 御先祖様万々歳！VOL.3                | 2001年12月7日 |

## ドラマ化構想
『うる星やつら2 ビューティフル・ドリーマー』の舞台化（『うる星やつら』の設定は用いていない）を手がけたこともあるじんのひろあきが自らのウェブサイトで明らかにしているところでは、1998年頃に「本作をテレビ東京で13回連続の深夜枠テレビドラマとする企画を、じんのが脚本・監督を引き受ける条件で押井が許可した」という話が持ち込まれたという。このドラマ化については、押井から川井憲次の楽曲の使用や、登場人物を旅回りの芝居座一家として「家族全員の話を家族で演じている」構成にすることなどの指示があったが、実現せずに終わっている。

## 評価
宇野常寛は本作を「押井守という作家を考える上で最も重要な作品のひとつ」と本作を位置付けている。
本作は上述のように『うる星やつら』と同様の基礎設定を持つが、キャラクターデザインの面からも高橋留美子のデザインするキャラクターの性的な意味合いを徹底的に排除したうつのみやデザインとなっている。この路線を経て、アニメ映画『機動警察パトレイバー 2 the Movie』の写実的アニメキャラクターに至っている。